# Liste der Erzpriester des Petersdoms
Die Liste der Erzpriester des Petersdoms führt die Erzpriester des Petersdom in chronologischer Reihenfolge auf:
- Bernardus Luccensis (1152–1176)
- Giovanni Conti (1178–1181)
- Ugo Pierleoni (1183)
- Guillaume de Champagne (1185–1198)
- Ugolino di Conti di Segni (1198–1207), später Papst Gregor IX.
- Guido Papareschi (1207–1221)
- Gregorio Crescenzi (1221–1226)
- Ottaviano Conti di Segni (1227–1234)
- Stefano Normandis (1234–1254)
- Riccardo Annibaldi (1254–1276)
- Giovanni Gaetano Orsini (1276–1277), später Papst Nikolaus III.
- Matteo Rubeo Orsini (1277–1305)
- Napoleone Orsini (1306–1342)
- Annibaldo di Ceccano (1342–1350)
- Guillaume de La Jugie (1352–1366)
- Rinaldo Orsini (1366–1374)
- Hugues de Saint-Martial (1374–1378)
- Philippe d’Alençon (1378–1397)
- Cristoforo Maroni (1397–1404)
- Angelo Acciaioli (1404–1408)
- Antonio Calvi (1408–1411)
- Pedro Fernandez de Frias (1412–1420)
- Antonio Correr (1420–1429)
- Lucido Conti (1429–1434)
- Giordano Orsini (1434–1438)
- Giuliano Cesarini (1439–1444)
- Pietro Barbo (1445–1464), später Papst Paul II.
- Richard Olivier de Longueil (1464–1470)
- Giovanni Battista Zeno (1470–1501)
- Juan López (1501)
- Ippolito I. d’Este (1501–1520)
- Marco Cornaro (1520)
- Franciotto Orsini (1520–1530)
- Francesco Cornaro (1530–1543)
- Alessandro Farnese (1543–1589)
- Giovanni Evangelista Pallotta (1589–1620)
- Scipione Caffarelli Borghese (1620–1633)
- Francesco Barberini (1633–1667)
- Carlo Barberini (1667–1704)
- Francesco Nerli der Jüngere (1704–1708)
- Annibale Albani (1712–1751)
- Henry Benedict Stuart (1751–1807)
- Romoaldo Braschi-Onesti (1807–1817)
- Alessandro Mattei (1817–1820)
- Pietro Galleffi (6. Mai 1820 bis 18. Juni 1837)
- Giacomo Giustiniani (1. Juli 1837 bis 24. Februar 1843)
- Mario Mattei (11. März 1843 bis 7. Oktober 1870)
- Nicola Paracciani Clarelli (8. Oktober 1870 bis 7. Juli 1872)
- Edoardo Borromeo (10. Juli 1872 bis 30. November 1881)
- Edward Henry Howard (12. Dezember 1881 bis 16. September 1892)
- Francesco Ricci Paracciani (6. Oktober 1892 bis 9. März 1894)
- Mariano Rampolla del Tindaro (21. März 1894 bis 16. Dezember 1913)
- Rafael Merry del Val y Zulueta (12. Januar 1914 bis 26. Februar 1930)
- Federico Tedeschini (14. März 1939 bis 2. November 1959)
- Paolo Marella (14. August 1961 bis 8. Februar 1983)
- Aurelio Sabattani (8. Februar 1983 bis 1. Juli 1991)
- Virgilio Noé (1. Juli 1991 bis 24. April 2002)
- Francesco Marchisano (24. April 2002 bis 10. Oktober 2006)
- Angelo Comastri (10. Oktober 2006 bis 20. Februar 2021)[1]
- Mauro Gambetti OFMConv (seit 20. Februar 2021)